# Mali Sadio

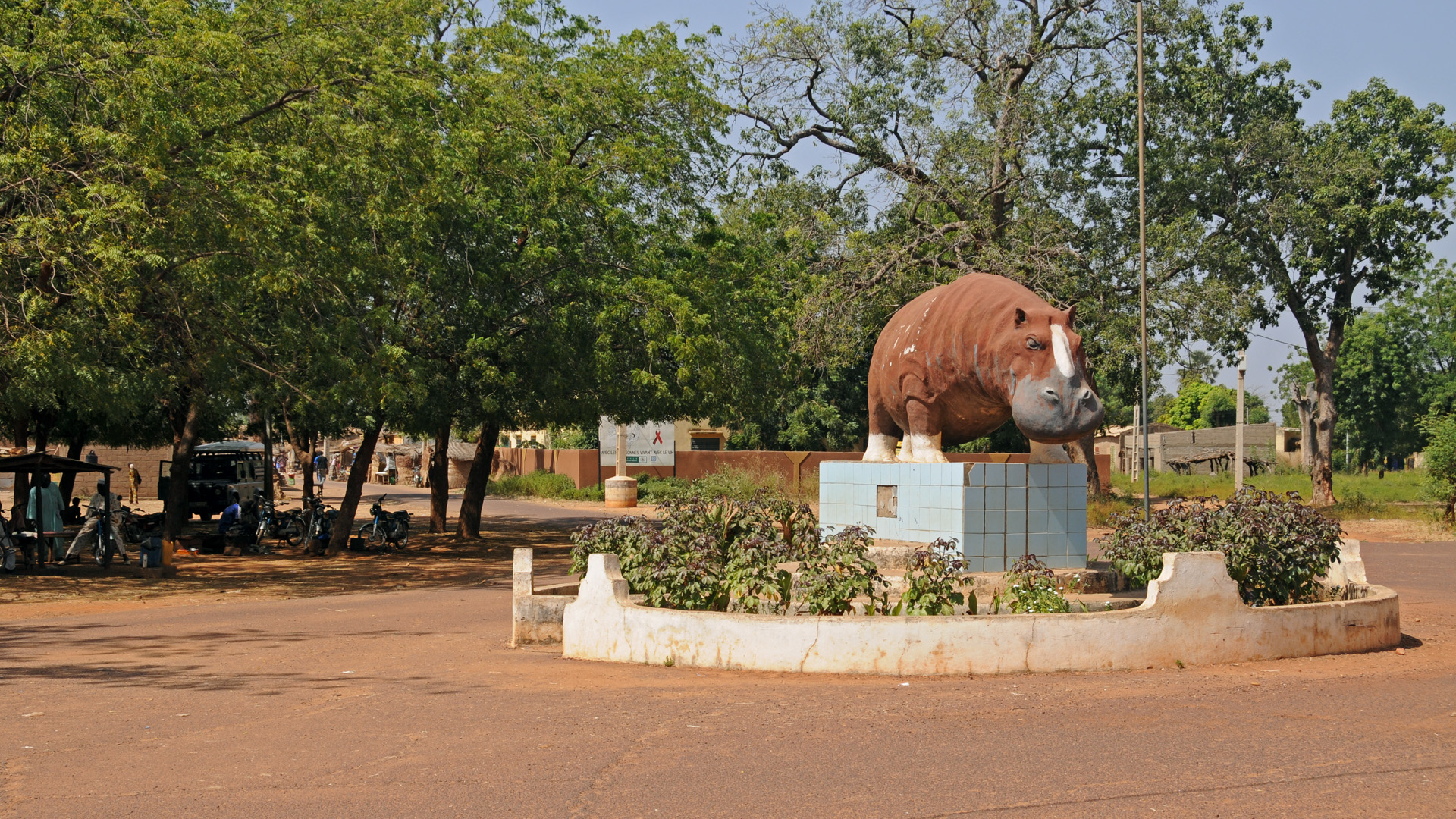
Una estatua de Mali Sadio, en la plaza central de Bafoulabé

La leyenda de Mali Sadio, o Mali-cajo, o aún Mali Sâdjo o Mali Sâdjè tiene lugar alrededor de la ciudad de Bafoulabé, en Malí. Se presenta como una historia objetiva transmitida por la tradición oral, aunque se le han aplicado varios cambios a lo largo del tiempo. Actualmente hay varias versiones de la leyenda.
Generalmente, la historia menciona un hipopótamo («mali» en bambara) que mantiene una amistad con una joven llamada Sadio. En otras versiones, es el hipopótamo el que se llama Mali Sadio (o simplemente Sadio), un término que podría tener sus orígenes en el término Kassonké «Cajo» («Tchatcho» en Bambara), que significa «un animal de dos colores». El término tchatcho también se usa en un sentido peyorativo para referirse a una mujer que ha decolorado su piel.
Al final de la historia el hipopótamo es asesinado. Según ciertas versiones, fue asesinado por un local que, habiéndose enamorado de la joven, se puso celosa de la amistad. Según otras versiones, es un colono francés llamado Cauchon quien mató al animal.
Esta leyenda es contada y cantada por griots y ha sido grabada por varios músicos malienses. En 2005, el Festival Dansa-Diawoura terminó con un día dedicado a la leyenda. Eso permitió a varios griots presentar sus versiones. Después del evento, Doumbi Fakoly escribió un libro que intentaba unificar las muchas versiones dispares de la leyenda. La historia de Mali Sadio también es común a los mamprussi y dagomba del norte de Ghana, aunque se toma desde el punto de vista del que, según dicen, lo mató, un cazador local llamado Tohadzie. Los dagomba remontan su ascendencia al histórico imperio de Mali.